# Urani (prevere)
Urani, en llatí Uranius, fou un gal·loromà de naixement, però prevere a l'església de Nola.
És conegut com a autor d'una biografia del seu amic Paulí de Nola a la mort del qual era present. La seva obra es titula De Vita et Obitu Paulini Nolani (Sobre la vida i la mort de Paulí de Nola).